# Miguel Poiares Maduro

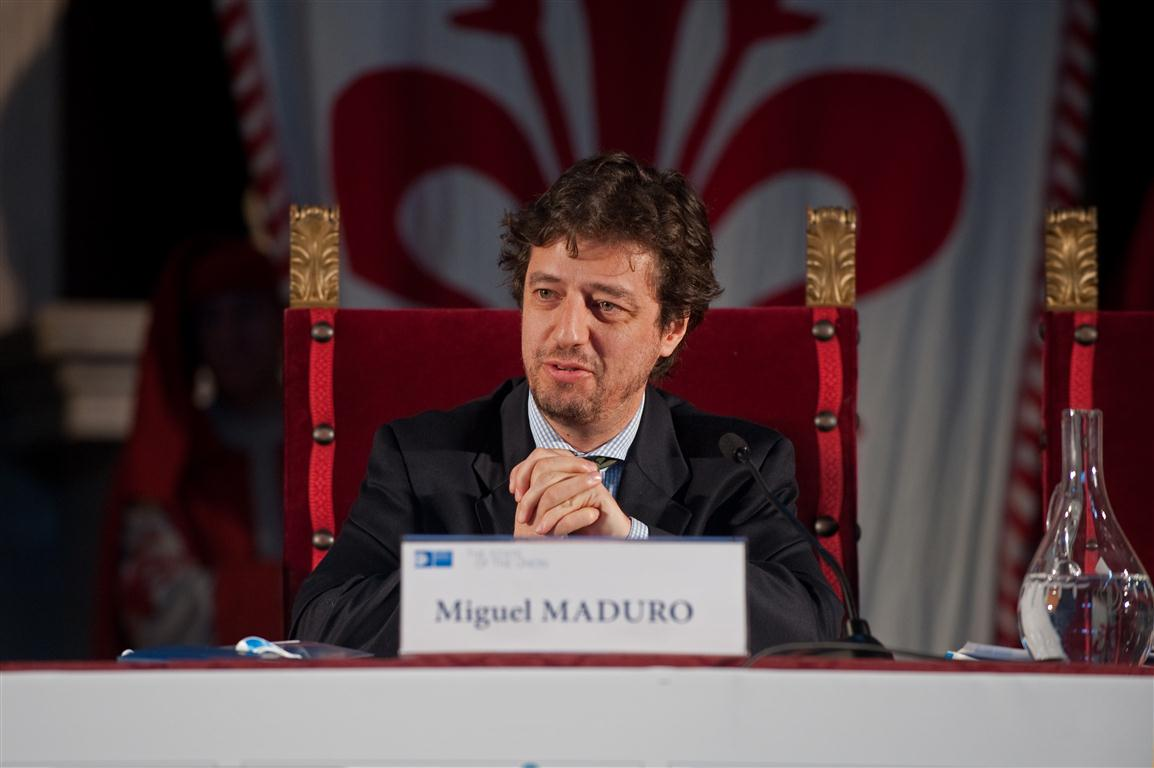
Miguel Maduro (2013)

Luís Miguel Poiares Pessoa Maduro (* 3. Januar 1967 in Coimbra) ist ein portugiesischer Jurist und Politiker (Partido Social Democrata).
Maduro war von 2003 bis 2009 Generalanwalt am Europäischen Gerichtshof. 
Später war er Leiter des Programms für Global Governance und Professor der Rechte am Europäischen Hochschulinstitut in Florenz. 2011 war er Berater des Präsidentschaftskandidaten Aníbal Cavaco Silva. Im 1. Kabinett Passos Coelho war er vom 13. Abril 2013 bis 30. Oktober 2015 dem Ministerpräsidenten beigeordneter Minister und Minister für Parlamentsangelegenheiten und Regionalentwicklung (Ministro Adjunto e dos Assuntos Parlamentares e do Desenvolvimento Regional).